# Maud Mannoni
Pour les articles homonymes, voir Mannoni.
Maud Mannoni, née Magdalena Van der Spoel le 22 octobre 1923 à Courtrai (Belgique) et morte le 15 mars 1998 à Boulogne-Billancourt, est une personnalité de l'éducation et une psychanalyste française  d'origine néerlandaise. Elle est une figure importante du mouvement lacanien et créatrice d'Espace analytique. Elle consacre sa carrière à la psychanalyse des enfants et fonde l'école expérimentale de Bonneuil.

## Biographie
Maud Mannoni, née dans une famille néerlandaise, passe son enfance à Ceylan où son père est consul général des Pays-Bas. Elle est très marquée par son retour, à l'âge de six ans, en Belgique, qui la sépare de sa nourrice cinghalaise. Elle fait des études de criminologie à l'université de Bruxelles, fait une analyse avec Maurice Dugautiez fondateur de la Société belge de psychanalyse, société à laquelle elle adhère en 1948. La société belge de psychanalyse s'affilie à l'Association psychanalytique internationale (API) en 1949, et Maud Mannoni en reste membre toute sa vie, malgré la rupture entre Lacan et l'API.
Elle vit ensuite en France, avec le projet d'aller à New-York. Elle travaille à l'hôpital Trousseau à Paris, avec Françoise Dolto qui lui présente Octave Mannoni, qu'elle épouse. Elle reprend une analyse avec Lacan et se rend fréquemment à Londres pour y travailler avec Donald Winnicott.
Son ouvrage, l'Enfant arriéré et sa mère, dédicacé à son fils, premier livre publié dans la collection Le champ Freudien créée par Lacan, la fait connaître du grand public. Elle est membre de l'École freudienne de Paris et « analyste de l'École », c'est-à-dire didacticienne, dès sa création.
À la suite de la dissolution de l'École freudienne de Paris, en 1980, elle participe à la fondation en 1982, avec Octave Mannoni et Patrick Guyomard, du Centre de formation et de recherches psychanalytiques (CFRP). Après une crise interne au mouvement, elle demande la dissolution du CFRP, qui est effective le 30 janvier 1995. Elle fonde alors, le 16 octobre 1994, une nouvelle société, Espace analytique, qu'elle préside jusqu'à sa mort, en 1998, tandis que Patrick Guyomard fonde la Société de psychanalyse freudienne.
En 1960, elle est signataire du Manifeste des 121 titré « Déclaration sur le droit à l’insoumission dans la guerre d’Algérie ». (Son mari, Octave, par crainte d’être exclu de son poste de professeur lui a demandé de signer à sa place).
Elle meurt durant le week-end du 14 mars 1998, d'un arrêt cardiaque.

## Clinique et apports théoriques

### Contribution à la diffusion de l'antipsychiatrie
L'ouvrage de Maud Mannoni, Le psychiatre, son fou et la psychanalyse, contribue à la diffusion de l'antipsychiatrie en France. Elle s'y oppose à la psychothérapie institutionnelle, à laquelle elle reproche de perpétuer le fonctionnement asilaire de la psychiatrie et de poursuivre un objectif d'adaptation du fou à la société bourgeoise, à la société des «bien-pensants». Forte de ses propres expériences professionnelles, elle est persuadée qu'’il n’est pas possible d’introduire la psychanalyse comme spécialité complémentaire dans le champ de la psychiatrie : dans le contexte asilaire, le patient ne peut que voir l'analyste comme le complice du contrôle social exercé sur lui, tandis que pour sa part l'institution psychiatrique ne peut accepter la parole libérée par la cure.
Elle s'oppose pareillement à la psychiatrie communautaire, dans laquelle elle décèle une «police de l'adaptation» ; de manière générale, elle est très méfiante envers le secteur public des soins psychiatriques, préférant l'exercice en libéral, plus à même selon elle de préserver la singularité des patients.
Comme Laing et Cooper, avec lesquels elle est en relation, elle considère que le malade mental est «objectivé par la société », son discours et son expression réprimés. Elle s'insurge contre le dépistage précoce des problèmes psychologiques ou d'apprentissage des enfants, contre la création de structures d'aides médico-pédagogiques spécialisées, contre «un système qui fabrique les inadaptés dont “nous avons besoin”». Pour elle, le symptôme est une objection que le malade fait au discours capitaliste. Pour Mannoni, le rôle de la psychanalyse est de prendre acte de cette résistance incarnée et de s'en faire le témoin ainsi que d'accompagner le sujet dans la constitution de son désir propre. Cependant, contrairement à Szasz, elle ne va jusqu'à nier l'existence de la psychopathologie : pour elle, la névrose et la psychose sont des entités réellement existantes et ne se réduisent pas à des processus de désignation. De même, elle ne croit pas que la révolution et la mise à bas de la société capitaliste entraînerait automatiquement la suppression des maladies mentales.

### École expérimentale de Bonneuil-sur-Marne
Maud Mannoni se spécialise dans les maladies mentales des enfants : psychoses, déficits infantiles. En 1969, elle fonde  avec  Robert Lefort et un couple d’éducateurs, Rose-Marie et Yves Guérin, l'École expérimentale de Bonneuil, dans le Val-de-Marne. Cette école est à la fois un lieu de vie et une structure expérimentale pour l'accueil d'enfants et d'adolescents autistes, psychotiques ou présentant des névroses graves. Elle y met en pratique une méthode de prise en charge où la communauté joue un rôle central, comme c'était également le cas à Summerhill (elle avait préfacé l'édition française du célèbre livre d'Alexander Sutherland Neill, Libres enfants de Summerhill, publié par François Maspero). Ce travail est effectué en relation avec les lieux d'accueil alternatifs comme celui créé par Fernand Deligny dans les Cévennes.
Maud Mannoni et Fernand Deligny, par leurs démarches initiatrices des premiers Lieux de vie, vont devenir des références pour des Lieux de vie et d'accueil. Elle a visité et travaillé sur le lieu de vie de Kingsley Hall (en), pour mettre en place le lieu de vie de Bonneuil. Elle se référait fréquemment aux idées de Donald Winnicott. Elle organise des journées d’études sur les psychoses à Paris, les 21 et 22 octobre 1967. Les interventions parurent dans Recherches, décembre 1968 Enfance aliénée II. Parmi les intervenants non membres de l’EFP : D.W. Winnicott, D. Cooper, R. Laing.

## Autisme
Sa position sur l'implication des mères dans l'avènement de l'autisme infantile, dans les handicaps avérés, ou considérés comme tels à l'époque, est controversée.
Richard Bates estime que Maud Mannoni est responsable, avec Françoise Dolto, de la mise en souffrance injustifiée de très nombreuses mères d'enfants autistes accusées d'être la cause de l'autisme de leur enfant, mais aussi du retard de la France en matière de connaissances de l'autisme au niveau international.

## Œuvres
- L'enfant arriéré et sa mère : étude psychanalytique, Paris, Éditions du Seuil, 1964 (ISBN 2-02-002751-8)
- Le Premier Rendez-vous avec le psychanalyste, 1965
- L'Enfant, sa « maladie » et les autres, 1967
- Le psychiatre, son fou et la psychanalyse, Paris, Éditions du Seuil, 1970, 265 p. (ISBN 978-2-02-005144-6)
- Préface pour A. S. Neill, Libres enfants de Summerhill, François Maspero, 1970  (ISBN 2-7071-4216-6)
- avec Éducation impossible, Paris, Éditions du Seuil, 1973
- Un lieu pour vivre : Les enfants de Bonneuil, leurs parents et l'équipe des "soignants" avec des contributions de Robert Lefort, de Roger Gentis et de toute l'équipe de Bonneuil, Paris, Éditions du Seuil, 1976
- La Théorie comme fiction. Freud, Groddeck, Winnicott, Lacan, Paris 1979
- D'un impossible à l'autre, Paris, Éditions du Seuil, 1982 (ISBN 978-2-02-006049-3)
- Le symptôme et le savoir, Paris, Éditions du Seuil, 1983, 128 p. (ISBN 978-2-020-06408-8)
- Ce qui manque a la vérité pour être dite, Paris, Denoël, 1988 (ISBN 978-2-207-23519-5) (Autobiographie)
- De la passion de l'Être à la "Folie" de savoir, Paris, Denoël, 1988, 240 p. (ISBN 2-207-23450-9)
- Le nommé et l’innommable : le dernier mot de la vie, Paris, Denoël, 1991, 175 p. (ISBN 978-2-207-23886-8)
- Amour, haine, séparation : renouer avec la langue perdue de l'enfance, Paris, Denoël, 1993, 210 p. (ISBN 978-2-207-24132-5)
- Les mots ont un poids. Ils sont vivants : que sont devenus nos enfants fous, Paris, Denoël, 1995 (ISBN 978-2-207-24340-4)
- Devenir psychanalyste. Les formations de l'inconscient, Paris, 1996  (ISBN 978-2207243404)
- Elles ne savent pas ce qu'elles disent, Paris, Denoël, 1997 (ISBN 978-2-207-24685-6)

### Vidéographie
- Françoise Dolto, trois films documentaires d’Élisabeth Coronel et Arnaud de Mezamat, édition DVD Abacaris Films & Gallimard, 2005, avec en complément Maud Mannoni, évocations (interview de 1993 de 22 minutes).